# Тіррен
Тіррен (Тірсен, дав.-гр. Τυρρηνός, Τυρσηνός) — персонаж античної міфології, епонім тирренів . За різними версіями, або син Атіса та Калітеї ; або син Геракла й Омфали, або їх нащадок , або син Телефа  та Гіери .
З дитинства відрізнявся великим розумом, народився сивим. Коли в Лідії був голод і недорід, батько відправив його з більшою частиною людей за море. Тіррени заснував 12 міст, призначивши їх організатором Тархона, і назвав країну Тірренією. За Геродотом, голод тривав 18 років, було засновано місто . Тіррен першим винайшов трубу, переконавши місцевих жителів, що його супутники — не людожери . Перший винайшов сальпінгу. Батько Гегелея / Агелая .
Загинув в море, яке було названо Тірренським, батько Туска . У написі з Лідії 2 ст. н. е. згадується «мати Тарсена» .